# Prvenstvo Osječkog nogometnog podsaveza – Osijek 1925./26.
Osječka skupina prvenstva Osječkog nogometnog podsaveza u sezoni 1925./26. 
  
Sudjelovalo je ukupno šest klubova, a prvak je bila "Slavija" iz Osijeka. 

## Sustav natjecanja
Šest klubova (potom pet; naknadno nakon odustajanja jednog kluba) je igralo dvokružnu ligu (10 kola, 8 utakmica po momčadi). Pobjednik lige je potom s prvakom Provincije Osječkog nogometnog podsaveza igrao za prvaka Podsaveza, koji se potom stekao plasman u državno prvenstvo.

## Ljestvica
| mj. | klub                 | ut.                    | pob.                   | ner.                   | por.                   | gol+                   | gol-                   | bod                    |                     |
| --- | -------------------- | ---------------------- | ---------------------- | ---------------------- | ---------------------- | ---------------------- | ---------------------- | ---------------------- | ------------------- |
| 1.  | Slavija Osijek       | 8                      | 5                      | 1                      | 2                      | 25                     | 11                     | 11                     | za prvaka Podsaveza |
| 2.  | Hajduk Osijek        | 8                      | 4                      | 3                      | 1                      | 21                     | 13                     | 11                     |                     |
| 3.  | Sloga Osijek         | 8                      | 4                      | 2                      | 2                      | 16                     | 15                     | 10                     |                     |
| 4.  | Građanski Osijek     | 8                      | 3                      | 2                      | 3                      | 21                     | 17                     | 8                      |                     |
| 5.  | Makabi Osijek        | 8                      | 0                      | 0                      | 8                      | 1                      | 28                     | 0                      |                     |
|     | Osiječki ŠK (Osijek) | odustali na polusezoni | odustali na polusezoni | odustali na polusezoni | odustali na polusezoni | odustali na polusezoni | odustali na polusezoni | odustali na polusezoni |                     |

- "Osiječki ŠK" – također naveden kao "OŠK"; odustali na polusezoni i spojili se sa "Hajdukom", koji je nastavio djelovati kao OŠK Hajduk

## Rezultatska križaljka
| kratica | klub                 | GRA | HAJ | MAK | SLA | SLO | OŠK |
| --- | -------------------- | --- | --- | --- | --- | --- | --- |
| GRA | Građanski Osijek     |     |     |     |     |     |     |
| HAJ | Hajduk Osijek        |     |     |     |     |     |     |
| MAK | Makabi Osijek        |     |     |     |     |     |     |
| SLA | Slavija Osijek       |     |     |     |     |     |     |
| SLO | Sloga Osijek         |     |     |     |     |     |     |
| OŠK | Osiječki ŠK (Osijek) |     |     |     |     |     |     |
| |                      |     |     |     |     |     |     |
| podebljan rezultat - utakmice od 1. do 5. kola (1. utakmica između klubova) rezultat normalne debljine - utakmice od 6. do 10. kola (2. utakmica između klubova) rezultat nakošen - nije vidljiv redoslijed odigravanja međusobnih utakmica iz dostupnih izvora rezultat smanjen * - iz dostupnih izvora nije uočljiv domaćin susreta prekrižen rezultat - poništena ili brisana utakmica p - utakmica prekinuta 3:0 p.f. / 0:3 p.f. - rezultat 3:0 bez borbe n.i. - nije igrano |                      |     |     |     |     |     |     |

 Izvori:

## Za prvaka podsaveza
| datum            | par                                | rezultat | napomene |
| ---------------- | ---------------------------------- | -------- | -------- |
| 20. lipnja 1926. | Slavija Osijek - Cibalija Vinkovci | 4:1      |          |

- "Slavija" prvak Osječkog nogometnog podsaveza, te je ostvarila plasman u Državno prvenstvo za 1926.